# Charaxes meridionalis
Charaxes meridionalis är en fjärilsart som beskrevs av Le Cerf 1923. Charaxes meridionalis ingår i släktet Charaxes och familjen praktfjärilar. Inga underarter finns listade i Catalogue of Life.